# Pilea klossii
Pilea klossii är en nässelväxtart som beskrevs av A.K.Monro. Pilea klossii ingår i släktet pileor, och familjen nässelväxter. Inga underarter finns listade i Catalogue of Life.